# فيلي كوبيرن
فيلي كوبيرن (بالإنجليزية: Willie Coburn)‏ هو مدرب كرة قدم ولاعب كرة قدم بريطاني، ولد في 13 أبريل 1941، وتوفي في 5 ديسمبر 2015. لعب مع سانت جونستون ونادي كاودينبيث لكرة القدم.